# Zouan-Hounien
Zouan-Hounien – miasto w Wybrzeżu Kości Słoniowej, w dystrykcie Montagnes, w regionie Tonkpi, w departamencie Zouan-Hounien.